# ۲۹ ربیع‌الاول
۲۹ ربیع‌الاول، بیست و نهمین روز از ماه ربیع‌الاول در تقویم هجری قمری است.
در تقویم هجری قمری قراردادی این روز هشتاد و هشتمین روز سال است.